# Argnidae
Argnidae is een familie van weekdieren uit de klasse van de Gastropoda (slakken).

## Geslachten
- Argna Cossmann, 1889
- Speleodentorcula  E. Gittenberger, 1985